# Спілка художників СРСР
Спілка художників СРСР (СХ СРСР) — творчий союз, який в період існування Радянського Союзу об'єднував радянських художників і мистецтвознавців з 1931 по 1992 рік. Завданням союзу було сприяння художникам у створенні творів мистецтва для сповідування комуністичних ідей.

## Історія
Перша виставка товариства «Союз Радянських художників» відкрилася 15 квітня 1931 року в Москві в приміщенні виставкового залу товариства «Художники». Спілки радянських художників в союзних і автономних республіках, краях, областях і містах утворилися в різний час на основі постанови ЦК ВКП(б) від 23 квітня 1932 «Про перебудову літературно-художніх організацій». Єдина СХ СРСР була створена в 1957 в тому ж році відбувся 1-й з'їзд. У 1968 році спілка нагороджена орденом Леніна.

## Структура
Вищий керівний орган — Всесоюзний з'їзд. Виконавчі органи — Правління і Секретаріат.

## Діяльність
СХ СРСР проводила наради, конференції, виставки, організовувала і фінансувала творчу роботу, в тому числі надавала членам безкоштовно майстерні, організовувала творчі поїздки по регіонах. Друковані видання: журнали «Мистецтво» (виходив з 1933; спільно з міністерством культури СРСР і АХ СРСР), «Творчість» (з 1957), «Декоративне мистецтво СРСР» (з 1957). У віданні СХ СРСР перебували Дирекція виставок, Експериментальна студія, «Агітплакат», Художній фонд СРСР, видавництво «Радянський художник».
Спілка художників СРСР припинила своє існування в січні 1992 року на VIII з'їзді, визначивши своїми правонаступниками Спілки художників 15-ти нових держав (в Україні правонаступником СХ СРСР стала існуюча на той час Національна спілка художників України).

## Керівники
- 1939—1954 рр. — Герасимов Олександр Михайлович
- 1957—1958 рр. — Юон Констянтин Федорович
- 1958—1964 рр. — Герасимов Сергій Васильович
- 1964—1968 рр. — Йогансон Борис Володимирович
- 1968—1971 рр. — Бєлашова Катерина Федорівна
- 1971—1988 рр. — Пономарьов Микола Афанасійович
- 1988—1991 рр. — Васнєцов Андрій Володимирович